# Due gentiluomini attraverso il Giappone
Due gentiluomini attraverso il Giappone (Escapade in Japan) è un film del 1957, diretto da Arthur Lubin.

## Produzione
Il titolo di lavorazione del film, prodotto dallo stesso regista per la sua casa di produzione, la Arthur Lubin Productions, fu Take My Heart; le riprese durarono da inizio ottobre a fine dicembre 1956.

## Distribuzione
Il copyright del film, richiesto dalla RKO Teleradio Pictures, Inc., fu registrato il 4 ottobre 1957 con il numero LP9089.
I titoli di testa hanno una prefazione che attesta che il film è stato interamente girato in Giappone e riporta i ringraziamenti alle Forze Armate USA per l'Estremo Oriente, ai cittadini giapponesi, ai funzionari pubblici e alle autorità religiose che hanno concesso per la prima volta il permesso di riprendere i loro luoghi sacri.
Il film fu presentato in prima mondiale a San Francisco il 17 ottobre 1957, distribuito dalla RKO Radio Pictures nelle sale USA nel novembre di quell'anno. Il 23 dicembre, il film uscì a New York. In Italia, prese il titolo di Due gentiluomini attraverso il Giappone, ottenendo nell'agosto 1958 il visto di censura 27640
La J. Arthur Rank Film lo distribuì in Germania Ovest con il titolo Verschollen in Japan il 5 giugno 1959 dopo che, nello stesso anno, il film era uscito anche in Francia (7 gennaio, come Escapade au Japon) e Danimarca (9 febbraio, come Forsvundet i Japan).